# 團壩鄉
團壩鄉，是四川省鄰水縣下轄的一個鄉鎮級行政單位，存在於1953年-1956年。

## 沿革[1]
1953年9月4日，第十一區(柑子區)公所從龍安鄉划出寨梁、梁家、萬年3個村，從太和鄉划出秧田、雙橋、明月3個村，增建團壩鄉人民政府。1956年1月16日，團壩鄉所屬的6個村分別併入龍安鄉和太和鄉，團壩鄉人民政府撤銷。